# Tropidtamba grisea
Tropidtamba grisea är en fjärilsart som beskrevs av Holland 1900. Tropidtamba grisea ingår i släktet Tropidtamba och familjen nattflyn. Inga underarter finns listade i Catalogue of Life.